# Bergsapspecht
De bergsapspecht (Sphyrapicus thyroideus) is een vogel uit de familie Picidae (spechten).

## Verspreiding en leefgebied
Deze soort komt voor in westelijk Noord-Amerika en telt twee ondersoorten:
- S. t. thyroideus: van zuidelijk Brits-Columbia (Canada) tot noordelijk Baja California (Mexico).
- S. t. nataliae: van zuidoostelijk Brits-Columbia tot de westelijk-centrale Verenigde Staten.